# 1317
1317 (MCCCXVII) var ett normalår som började en lördag i den julianska kalendern.

## Händelser

### Februari
- 24 februari – Torshälla stad får stadsprivilegier.[1]

### December
- 10-11 december – Birger Magnusson håller Nyköpings gästabud där han tar sina bröder tillfånga och kastar dem i fängelse. Birger skall ha kastat nyckeln till fängelsehålan i Nyköpingsån. När hertigarnas män får veta vad som hänt höjer de upprorsfanan mot Birger för att avsätta honom.[2]

### Okänt datum
- Upproren i Hälsingland och Småland slås ner.
- Stockholms garnison och borgare besegrar regeringsmakten i slaget vid Norrmalm.
- Möjligtvis angriper svenskarna trakten kring Ladoga.

## Födda
- Eufemia Eriksdotter, hertiginna av Mecklenburg och Schwerin.
- Henrik II av Holstein, greve av Holstein-Rendsburg.

## Avlidna
- 6 eller 7 februari – Brynolf Algotsson, biskop i Skara.
- 8 oktober – Fushimi, japansk kejsare.
- Lars Karlsson, kungsår (fogde), dödad under ett försök att driva in skatt i Hälsingland.

### Fotnoter
1. ↑  Svensk rikskalender 1908 (läst 3 april 2011)
2. ↑  Det hände i dag - 11 december